# Vicariato Apostólico de Iquitos
O Vicariato Apostólico de Iquitos (em latim: Vicariatus Apostolicus Iquitosensis), originalmente Prefeitura Apostólica de San León del Amazonas, é um vicariato apostólico de jurisdição missionária pré-diocesana da Igreja Católica Romana no norte amazônico do Peru.
Está imediatamente subordinado à Santa Sé e não faz parte de nenhuma província eclesiástica. Sua catedral, dedicada a São João Batista, fica na sede episcopal de Iquitos.

## História
- Constituído, em 5 de fevereiro de 1900, como Prefeitura Apostólica de San León del Amazonas em território separado da diocese amazônica peruana de Chachapoyas. Em junho de 1904, Bernardo Calle, o irmão leigo Miguel Vilajoli e mais de 70 cristãos foram assassinados numa estação missionária recém-ereta, Huabico, no Alto Maranhão, e a própria estação foi destruída.
- Promovida, em 22 de fevereiro de 1921, como Vicariato Apostólico (então com direito a bispo titular) de San León del Amazonas.
- Perdeu território duas vezes: em 27 de fevereiro de 1921, para estabelecer a Prefeitura Apostólica de San Gabriel de la Dolorosa del Marañón, e em 13 de julho de 1945 novamente, para estabelecer a Prefeitura Apostólica de San José de Amazonas.
- Renomeado, em 1 de agosto de 1945, como Vicariato Apostólico de Iquitos (depois de sua sede)
- Recebeu uma visita pastoral do Papa João Paulo II em fevereiro de 1985.[1]

## Bispos

### Ordinários
Membros missionários dos Agostinianos (OSA)
Prefeitos Apostólicos de San León del Amazonas
- Pe. Paulino Díaz (bispo) (1902–1911)
- Pe. Pedro Prat, OSA (1911–1913)
- Pe. Rufino Santos (1914-1916)
- Pe. Sotero Redondo Herrero, OSA (novembro de 1915 - 22 de fevereiro de 1921, ver abaixo)

Vigários Apostólicos de San León del Amazonas
- Sotero Redondo Herrero, OSA, bispo titular de Arycanda ( ver acima 22 de fevereiro de 1921 - 24 de fevereiro de 1935)
- Pró-Vigário Apostólico Rosino Ramos (1935–1938)
- Administrador Apostólico Claudio Bravo Moran (1938–1941)

Vigários Apostólicos de Iquitos
- José García Pulgar, OSA (21 de agosto de 1941 – 31 de janeiro de 1954); bispo titular de Phæna (1938.01.08 – 1941.08.21, mas não empossado), então bispo titular de Botrys (1941.08.21 – 1954.01.31)
- Angel Rodríguez Gamoneda, OSA, bispo titular de Gazera (8 de maio de 1955 - 12 de junho de 1967)
- Gabino Peral de la Torre, OSA, bispo titular de Castellum Ripæ (12 de junho de 1967 – 5 de janeiro de 1991); anteriormente vigário apostólico coadjutor aqui 1965.10.14 – 1967.06.12)
- Julián García Centeno, OSA, bispo titular de Girus (5 de janeiro de 1991 – 2 de fevereiro de 2011); anteriormente bispo auxiliar (1989.06.19 – 1991.01.05)
- Miguel Olaortúa Laspra, OSA (2 de fevereiro de 2011 – 1 de novembro de 2019)
- Miguel Ángel Cadenas Cardo, OSA (15 de maio de 2021 – presente)

### Vigário apostólico coadjutor
- Gabino Peral de la Torre, OSA (1965-1967)

### Bispo auxiliar
- Julián García Centeno, OSA (1989-1991), aqui nomeado vigário apostólico[2]